# Ion Dumitru (fotbalist)
Ion „Liță” Dumitru (n. 2 ianuarie 1950, București, România) este un fotbalist român retras din activitate, care a jucat pe post de mijlocaș sau atacant la echipe ca Rapid, Steaua București și Poli Timișoara. Pe plan internațional, are prezențe la națională pentru România. După încheierea carierei, a devenit antrenor, și a antrenat, printre altele, Würzburger, Rapid și Chiajna.
A jucat în echipa națională de fotbal a României la Campionatul Mondial de Fotbal din Mexic, 1970, performanță pentru care în martie 2008 a fost decorat cu Ordinul „Meritul Sportiv” clasa a III-a. Este considerat unul dintre cei mai buni fotbaliști români fiind declarat Fotbalistul român al anului de două ori în 1973 și 1975.

## Cariera

### Cariera la club
La clubul Steaua București, a câștigat două titluri de campion și a jucat patru meciuri în Cupa Campionilor Europeni.. El a jucat un total de 443 de partide în prima divizie românească, 64 de goluri marcate. A realizat cel mai bun sezon în 1976-1977, când a marcat 10 goluri în campionat.

### Cariera internațională
El are 57 de selecții și 12 goluri pentru echipa România între 1970 și 1980.. Ion Dumitru a fost convocat pentru prima dată de către antrenorul Angelo Niculescu pentru un amical cu Peru pe 9 februarie 1970 (1-1). Ulterior, la 21 mai 1972, a marcat primul său gol internațional împotriva Danemarcei în timpul unui joc de playoff pentru Jocurile Olimpice din 1972 (3-2). A fost selecționat ultima dată pe 15 octombrie 1980 la un meci împotriva Angliei (victorie 2-1). Între 1976 și 1977, a purtat banderola de căpitan al echipei naționale de fotbal a României de 10 ori..
A participat la Campionatul Mondial de Fotbal 1970, competiție unde a jucat trei meciuri împotriva Angliei, Cehoslovaciei, și în cele din urmă Braziliei.

### Cariera de antrenor
Pe finalul carierei de jucător, Liță Dumitru a devenit și antrenor. În 1988, Dumitru a fugit în timpul unei călătorii în Republica Federală Germană. Totuși, încercarea de a câștiga bani dimineața conducând un camion de transport mobilă și după-amiaza ca antrenor amator în ligile inferioare a eșuat. Din lipsă de bani, Dumitru nu a putut participa la antrenamente la Universitatea Sportiv Germană din Köln pentru a-și obține licența de antrenor și a urmat în schimb școli private de fotbal. În 1990 s-a întors în România pentru a lucra ca antrenor. Cu sprijinul fostului său coechipier Cornel Dinu, Dumitru a preluat pe FC Național București în 1994, dar a trebuit să demisioneze după etapa 24 din aprilie 1995. După sezonul 1994/95 s-a mutat la clubul de linia secundă Jiul Petroșani, alături de care a obținut imediat promovarea în Divizia A. În sezonul 1996/97, a condus pe Jiul în primele două etape, apoi s-a mutat la Rapid București, de unde a fost demis în martie 1997. În 1998 a fost pentru scurt timp antrenor la AS Rocar București. În septembrie 1998, a fost suspendat timp de șase luni după ce l-a agresat fizic pe arbitru la meciul de acasă al lui Rocar cu FC Brașov. Dumitru a profitat de interdicția profesională din propria sa țară pentru a se muta în Siria și s-a alăturat echipei Al-Jaish. Cu clubul a devenit campion sirian în 1999 și a ajuns în finala Cupei Campionilor Arabiei și a Cupei Cluburilor Arabe în același an. Dumitru s-a mutat apoi în Arabia Saudită pentru a se alătura lui Al-Tai, alături de care a retrogradat din prima ligă la sfârșitul sezonului 2000.
În noiembrie 2000 a trecut în divizia a doua la FCM Politehnica Iași de la care a plecat la 1 aprilie 2001, clubul fiind pe ultimul loc în clasament. Până la sfârșitul sezonului 2000/01 a preluat rivalii din ligă Callatis Mangalia. Când Gheorghe Hagi a preluat funcția de antrenor al naționalei României la scurt timp, Dumitru a fost numit antrenor al naționalei U19 în iulie 2001, iar echipa sa a ratat calificarea la Campionatul European din Norvegia. În 2002, a părăsit din nou țara pentru Germania pentru a antrena clubul Verbandsliga VfR Heilbronn în sezonul 2002/03 , înainte de a se muta la Al-Hilal în Arabia Saudită ca antrenor de tineret în vara lui 2003. În același an, Dumitru a revenit în România și a devenit antrenor de tineret la Rapid București.
În pauza de iarnă a sezonului 2005/06, clubul diviziei a treia Argeșul Mihăilești, care era amenințat cu retrogradarea, a fuzionat cu clubul diviziei a patra CS Concordia Chiajna. Ion Dumitru a preluat funcția de director tehnic la noul club la începutul anului 2006, a cărui echipă de divizia a treia a concurat în a doua jumătate a sezonului sub numele Concordia Chiajna – Mihăilești și a reușit să evite retrogradarea în divizia a patra abia în ultima etapă. Înainte de începerea noului sezon, echipa din Liga a IV-a a fost transformată într-o echipă de tineret, iar echipa din Liga a III-a a primit numele acum vacant Concordia Chiajna. Dumitru l-a înlocuit pe Vasile Bârdeș ca antrenor și a reușit să promoveze clubul în Liga II în 2007. În noiembrie 2007, Ion Dumitru a fost numit cetățean de onoare al municipiului Chiajna, care include și satul natal Roșu. După cea de-a opta etapă a sezonului 2008/09, Ion Dumitru a fost înlocuit ca antrenor de Dumitru Bolborea. El a rămas la club ca director tehnic și a redevenit antrenor pe 5 octombrie 2009, după ce s-a decis retrogradarea antrenorului în exercițiu Adrian Bumbescu la funcția de antrenor secund. La 6 aprilie 2010, contractul cu Dumitru a fost reziliat din lipsă de succes. A emigrat în Germania împreună cu familia pentru a lucra în compania unui prieten. După ce această oportunitate s-a dovedit a fi neprofitabilă din punct de vedere financiar și nu i s-au găsit alte oportunități de câștig potrivite, Dumitru s-a întors în România împreună cu soția și fiica sa.
În ianuarie 2011 a devenit antrenorul principal al echipei Steaua II. După ce a reușit doar două remize în patru meciuri de ligă, Dumitru a demisionat la 30 martie 2011. De atunci, a lucrat la Concordia Chiajna la centrul de copii și juniori. În octombrie 2024, a redevenit antrenor la Concordia pentru a treia oară.

## Palmares

### Club
Rapid București
- Cupa României: 1971–72

Steaua București
- Romanian Divizia A: 1975–76, 1977–78
- Cupa României: 1975–76, 1978–79

Universitatea Craiova
- Cupa României: 1982–83

### Individual
- Fotbalistul român al anului: 1973, 1975[5]